# Филипп из Пуату
Филипп из Пуату (англ. Philip of Poitou: ум. 22 апреля 1208), также Филипп из Пуатье (англ. Philip of Poitiers) — английский религиозный деятель, архидиакон Кентерберийский, епископ Дарема (1197—1208).

## Ранний период жизни
О происхождении и ранних годах жизни Филиппа ничего не изветсно. Первые упоминания о нём датируются 1191 годом, когда он сопровождал Ричарда I в Третьем крестовом походе. Как утверждает историк Джон Гигллингхэм, Филипп был при свите Ричарда, когда король был захвачен в Германии. Не позднее марта 1194 года Ричард I назначил его архидьяконом Кентерберийским и безуспешно попытался назначить его деканом Йоркским.

## Епископ Дарема
В ноябре 1195 года Филиппу была предложена роль епископом Дарема, однако процесс получения сана занял полтора года: 13 апреля 1196 года кандидатура Филиппа была подтверждена папой римским Целестином III, 15 июня Филипп был рукоположён в священники, и только 20 апреля 1197 года Филипп был окончательно рукоположён в сан епископа папой в Риме. Перед посвящением в епископы Филипп получил лицензию на управление монетным двором в Дареме и назначил своего племянника Аймерика архидияконом при соборе.
Вместе с Вильгельмом де Рюпьером, епископом Лизьё, Филипп отправился в Рим в начале 1197 года, чтобы разрешить диспут с Целестином III по поводу спорных земель во Франции; именно в ходе этих переговоров Папа посвятил его в епископы. В 1198 году Филипп был отправлен в Священную Римскую империю для участия в выборах преемника императора Генриха VI.
В 1199 году Филипп присутствовал на коронации Иоанна Безземельного, где пытался выразить протест против того, что коронация прошла без присутствия архиепископа Йоркского Джеффри. После вступления Иоанна на трон Филипп был нанят для поддержания дипломатических отношений с Шотландией. В 1201 году Филипп отправился в паломничество в Сантьяго-де-Компостела. После своего возвращения он участвовал в решении вопроса о правах на приданое вдовы предшественника Иоанна Ричарда I — Беренгарии Наваррской, но после этого не появлялся при дворе короля почти три года.
В 1207 году Филипп и арихиепископ Джеффри поссорились с королем Иоанном из-за права Иоанна взимать налоги с церкви; они утверждали, что король не имел такого права не было такоего права. По итогу ссоры Иоанн отнял земли у Джеффри и поддержавшего его Филиппа. После конфискации земель, Джеффри и Филипп пришлось идти ко двору короля и умолять о прощении, а Филиппу пришлось ещё и заплатить штраф.
Будучи епископом Дарема, Филипп также вступил в ссору с монахами собора из-за своего права назначать священнослужителей в церквях. Как пишет Джеффри Колдинхэмский, в ходе конфликта настоятель собора был отлучен от церкви, а архидьякон Аймерик, племянник Филиппа, попытался взять монастырь, где укрывались монахи, силой. Тем не менее, Филипп пошёл навстречу бунтующим монахам, и конфликт был разрешён.

## Смерть
Филипп умер 22 апреля 1208 года. Как утверждается в Национальном биографическом словаре, по легенде тело Филиппа был похоронено в безымянной могиле за пределами собора без проведения должной церемонии.